# Hans Blädel

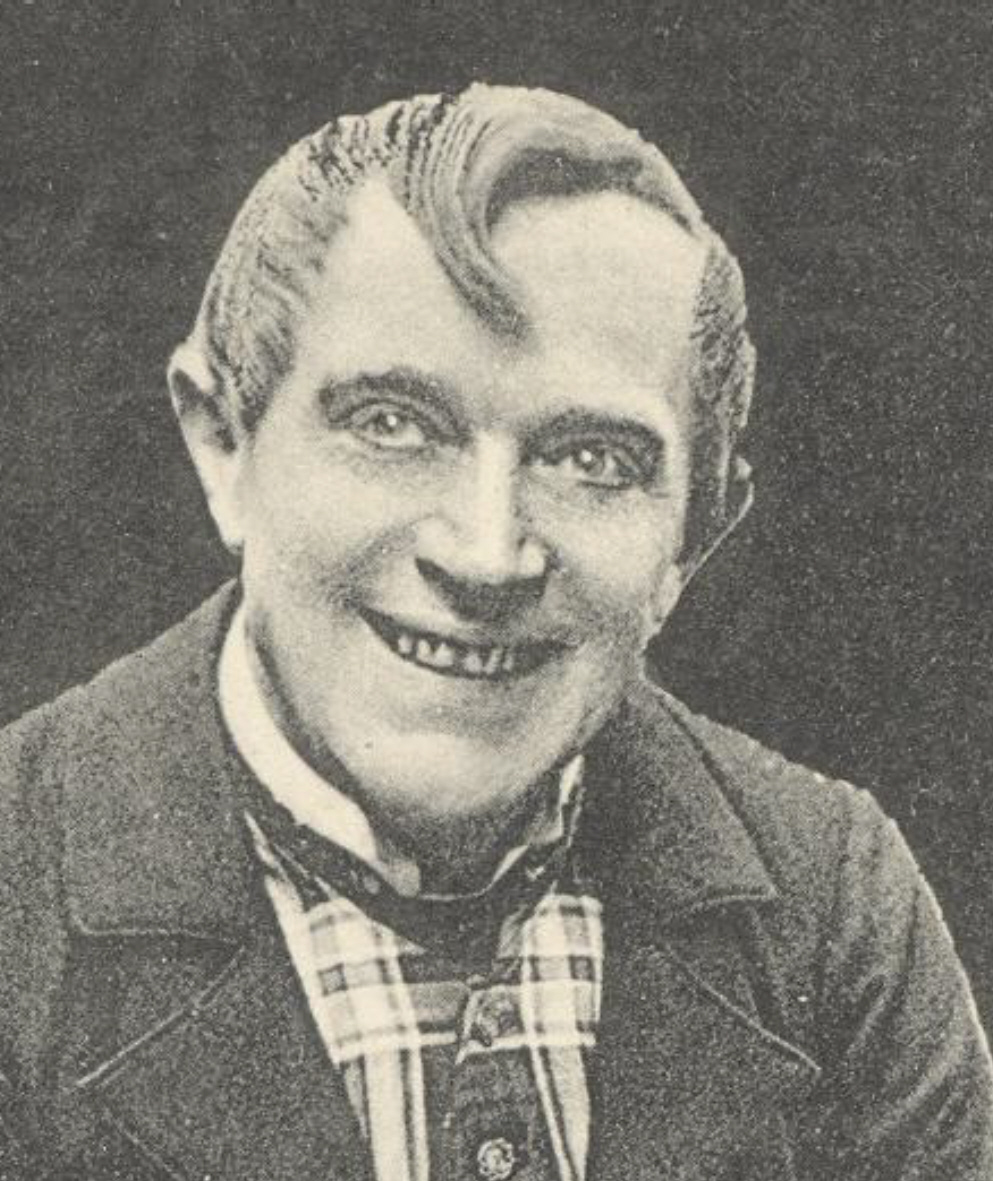
Hans Blädel

Hans Blädel (* 18. August 1871 in Sulzbürg bei Neumarkt in der Oberpfalz; † 9. September 1937 in München) war ein deutscher Volkssänger und Instrumentalhumorist.

## Leben
Hans Blädel wurde am 18. August 1871 in Sulzbürg in der Oberpfalz geboren. Sein Vater war Schlosser von Beruf. Nach der Schule erlernte Hans das Schusterhandwerk. Als junger Mann an Musik interessiert, trat er der Stadtpfeiferei in Eichstätt bei, wo er die Beherrschung mehrerer Musikinstrumente erlernte und Volkssänger wurde. In Augsburg lernte er während eines Engagements auch seine spätere Ehefrau kennen. Anderl Welsch hörte die beiden und engagierte sie für seine Volkssängergesellschaft in München. Zusammen mit Robert Lang wurden sie ein Familienunternehmen, zu dem später noch Blädels Söhne Hans und Georg (Schorsch) kamen. Letzterer setzte die Volkssänger-Tradition noch bis in die Zeit nach dem Zweiten Weltkrieg fort. Lange Jahre wirkte Hans Blädel am Apollo-Theater in München, dessen Direktor er zeitweise war.
Hans Blädel war Multi-Instrumentalist und verfügte über ein umfangreiches Repertoire. Er spielte Szenen und Couplets von Anderl Welsch und Karl Maxstadt, von Alois Hönle bis Karl Valentin. Im Zeitraum von 1902 bis 1931 wurden von ihm über 800 Tonaufnahmen auf den unterschiedlichsten Marken veröffentlicht. Viele Aufnahmen bestritt er im Duett mit seinem langjährigen Partner Robert Lang (1873-1935). Hans Blädel starb mit 66 Jahren am 9. September 1937 in München.

## Auswahl von Hans-Blädel-Aufnahmen
- No.1199 Aus Südwestafrika zurück / No . 1200 Die Entstehung des Radetzky-Marsches
- Dacapo D.2391 Schnadahüpfln mit Posthorn / D.2392 Klapphornverse mit Klarinette.
- Melodia Record No.13 970 Im Dorfwirtshaus / No.14 040 Hab'n Sie a Ahnung von meiner Frau.
- Favorite 1-17 318 (4402-0-) Die fidelen Wallfahrer / 1-17 319 (4403-0-) Umgang gehen.
- Janus-Record Nr.1670 (3071) Der verrückte Sänger / (3072) Der Feuerwehrball
- Victor 63 685-A(15 579 b) Der traurige Jeremias  / -B(15 578 b) Musikalisches Ständchen, mit Klarinette u.Trompete
- Odeon A 1287 (xBe 98) Warum soll ich nicht lustig sein?  / (xBe 99) Der bayrische Postillion
- A 1288 (xBe 100) Mei Alte hat mi gern  / (xBe 101) Ein reisender Musikus
- Beka Grand Nr.12 658 Der Seppel vom Land / Nr.12 660 Schäme dich!
- Beka Nr.15 463 Ländlicher Humor /  Nr.15 468 Gesangsverein in Wuzelhausen
- Beka B.5060-I (13 750) Der Natzi am Schwurgericht / -II (13 751) Beim Kammerfensterln
- B.5061-I (12 651) Ein reisender Musikus -II (12 653) Schnadahüpfln
- B.5063-I (12 657) Warum soll ich nicht lustig sein? / -II (12 658) Der Seppel vom Land
- B.5191-I (32 530) Das Zitter-Lied auf der Zither  -II (32 531)     Lang lang ist's her
- B.5229-I (32 522) Der trauernde Witwer / -II (32 523) Der musikalische Heinrich
- B.6562-I (36 330) Bauern-Kabarett / -II (36 331) Der Raketenflieger
- B.6564-I (36 334) Träumereien am Heuboden / -II (36 335) Kurpfuscher-Latein
- B.6080-I (33 633) Im Münchner Hofbräuhaus. Lustige Szene. / -II (33 635) Der ewige Junggeselle
- Electrocord 1205 a (5356 B) Der Seppel vom Land / b (5357) Vor Lachen thut der Bauch mir weh
- Polyphon Record, No. 16572 Seufzende Julie und Klette mit der Klarinette